# Amblymora rufula
Amblymora rufula är en skalbaggsart som beskrevs av Stefan von Breuning 1950. Amblymora rufula ingår i släktet Amblymora och familjen långhorningar. Inga underarter finns listade i Catalogue of Life.